# Enrico Luigi di Nassau-Saarbrücken
Enrico Luigi Carlo Alberto, Principe di Nassau-Saarbrücken (Saarbrücken, 9 marzo 1768 – Cadolzburg, 27 aprile 1797), fu il titolare Principe di Nassau-Saarbrücken. Non ha mai effettivamente regnato, poiché il paese fu occupato dalle truppe rivoluzionarie francesi dal 1793 fino a dopo la sua morte. Era l'ultimo discendente dei Conti di Nassau-Saarbrücken.

## Biografia
Era il figlio di Luigi, Principe di Nassau-Saarbrücken e della sua prima moglie, Guglielmina di Schwarzburg-Rudolstadt (1751–1780). Il matrimonio dei suoi genitori era infelice, così Guglielmina si ritirò nel Castello di Halberg, dove allevò suo figlio.
Studiò fisica, prima a Strasburgo e dal 1782 al 1785 a Gottinga. Proseguì per il suo Grand Tour. Nel 1786, era a Berlino e nella primavera del 1787 in Italia.
Il 14 maggio 1793 dovette fuggire quando la truppa francese French attaccò il castello di Neunkirchen. Entrò al servizio militare prussiano. Dovette stare a guardare quando il suo castello ancestrale andò in fiamme in ottobre 1793. Il 14 novembre 1793, fu promosso a colonnello nella cavalleria prussiana
Nel 1794 suo padre morì ed egli ereditò il titolo di principe. Tuttavia, Nassau-Saarbrücken era ancora occupato dalle truppe rivoluzionarie francesi ed egli non fu in grado di governare il suo principato.
Nel 1797 morì ventinovenne dopo una caduta da cavallo. Poiché non aveva discendenti, il titolo di Nassau-Saarbrücken passò al cugino di primo grado, il Principe Carlo Guglielmo di Nassau-Usingen, mentre i francesi si annessero il territorio.

## Matrimonio
Sposò il 6 ottobre 1785 Marie Françoise Maximilienne de St.Maurice de Montbarrey (2 novembre 1761 – 2 febbraio 1838), figlia di Alexandre Marie Léonor de Saint-Mauris de Montbarrey.

## Ascendenza
|                                                           |                                                     |                                                        | Genitori                                        |  |  | Nonni |  |  | Bisnonni                                     |  |  | Trisnonni                          |  |
|                                                           |                                                     |                                                        |                                                 |  |  |       |  |  | Wilhelm Heinrich, principe di Nassau-Usingen |  |  | Walrad, principe di Nassau-Usingen |  |
|                                                           |                                                     |                                                        |                                                 |  |  |       |  |  | Wilhelm Heinrich, principe di Nassau-Usingen |  |  | Walrad, principe di Nassau-Usingen |  |
|                                                           |                                                     | Catherine Françoise de Croÿ-Roeulx                     |                                                 |  |  |       |  |  | Wilhelm Heinrich, principe di Nassau-Usingen |  |  |                                    |  |
| Wilhelm Heinrich, principe di Nassau-Saarbrücken          |                                                     |                                                        |                                                 |  |  |       |  |  | Wilhelm Heinrich, principe di Nassau-Usingen |  |  |                                    |  |
|                                                           |                                                     | Charlotta Amalia von Nassau-Dillenburg                 | Heinrich, principe di Nassau-Dillenburg         |  |  |       |  |  |                                              |  |  |                                    |  |
|                                                           |                                                     | Charlotta Amalia von Nassau-Dillenburg                 | Heinrich, principe di Nassau-Dillenburg         |  |  |       |  |  |                                              |  |  |                                    |  |
|                                                           |                                                     | Charlotta Amalia von Nassau-Dillenburg                 | Dorothea Elisabeth von Brieg                    |  |  |       |  |  |                                              |  |  |                                    |  |
| Ludwig, principe di Nassau-Saarbrücken                    |                                                     | Charlotta Amalia von Nassau-Dillenburg                 |                                                 |  |  |       |  |  |                                              |  |  |                                    |  |
|                                                           |                                                     | Georg Wilhelm, conte di Erbach-Erbach                  | Georg Albrecht II, conte di Erbach-Fürstenau    |  |  |       |  |  |                                              |  |  |                                    |  |
|                                                           |                                                     | Georg Wilhelm, conte di Erbach-Erbach                  | Georg Albrecht II, conte di Erbach-Fürstenau    |  |  |       |  |  |                                              |  |  |                                    |  |
|                                                           |                                                     | Georg Wilhelm, conte di Erbach-Erbach                  | Anna Dorothea Christina zu Hohenlohe-Waldenburg |  |  |       |  |  |                                              |  |  |                                    |  |
| Sophie Christine zu Erbach-Erbach                         |                                                     | Georg Wilhelm, conte di Erbach-Erbach                  |                                                 |  |  |       |  |  |                                              |  |  |                                    |  |
|                                                           |                                                     | Sophie Charlotte von Bothmer                           | Hans Caspar von Bothmer                         |  |  |       |  |  |                                              |  |  |                                    |  |
|                                                           |                                                     | Sophie Charlotte von Bothmer                           | Hans Caspar von Bothmer                         |  |  |       |  |  |                                              |  |  |                                    |  |
|                                                           |                                                     | Sophie Charlotte von Bothmer                           | Gisela Erdmuthe von Hoym                        |  |  |       |  |  |                                              |  |  |                                    |  |
| Heinrich Ludwig, principe di Nassau-Saarbrücken           |                                                     | Sophie Charlotte von Bothmer                           |                                                 |  |  |       |  |  |                                              |  |  |                                    |  |
|                                                           | Friedrich Anton, principe di Schwarzburg-Rudolstadt | Ludwig Friedrich I, principe di Schwarzburg-Rudolstadt |                                                 |  |  |       |  |  |                                              |  |  |                                    |  |
|                                                           | Friedrich Anton, principe di Schwarzburg-Rudolstadt | Ludwig Friedrich I, principe di Schwarzburg-Rudolstadt |                                                 |  |  |       |  |  |                                              |  |  |                                    |  |
|                                                           | Friedrich Anton, principe di Schwarzburg-Rudolstadt | Anna Sophie von Sachsen-Gotha-Altenburg                |                                                 |  |  |       |  |  |                                              |  |  |                                    |  |
| Johann Friedrich, principe di Schwarzburg-Rudolstadt      | Friedrich Anton, principe di Schwarzburg-Rudolstadt |                                                        |                                                 |  |  |       |  |  |                                              |  |  |                                    |  |
|                                                           |                                                     | Sophie Wilhelmine von Sachsen-Coburg-Saalfeld          | Johann Ernst, duca di Sassonia-Coburgo-Saalfeld |  |  |       |  |  |                                              |  |  |                                    |  |
|                                                           |                                                     | Sophie Wilhelmine von Sachsen-Coburg-Saalfeld          | Johann Ernst, duca di Sassonia-Coburgo-Saalfeld |  |  |       |  |  |                                              |  |  |                                    |  |
|                                                           |                                                     | Sophie Wilhelmine von Sachsen-Coburg-Saalfeld          | Charlotte Johanna von Waldeck-Wildungen         |  |  |       |  |  |                                              |  |  |                                    |  |
| Wilhelmine von Schwarzburg-Rudolstadt                     |                                                     | Sophie Wilhelmine von Sachsen-Coburg-Saalfeld          |                                                 |  |  |       |  |  |                                              |  |  |                                    |  |
|                                                           |                                                     | Ernst August I, duca di Sassonia-Weimar-Eisenach       | Johann Ernst III, duca di Sassonia-Weimar       |  |  |       |  |  |                                              |  |  |                                    |  |
|                                                           |                                                     | Ernst August I, duca di Sassonia-Weimar-Eisenach       | Johann Ernst III, duca di Sassonia-Weimar       |  |  |       |  |  |                                              |  |  |                                    |  |
|                                                           |                                                     | Ernst August I, duca di Sassonia-Weimar-Eisenach       | Sophie Augusta von Anhalt-Zerbst                |  |  |       |  |  |                                              |  |  |                                    |  |
| Bernhardine Christiane Sophie von Sachsen-Weimar-Eisenach |                                                     | Ernst August I, duca di Sassonia-Weimar-Eisenach       |                                                 |  |  |       |  |  |                                              |  |  |                                    |  |
|                                                           |                                                     | Eleonore Wilhelmine von Anhalt-Köthen                  | Emanuel Lebrecht, principe di Anhalt-Köthen     |  |  |       |  |  |                                              |  |  |                                    |  |
|                                                           |                                                     | Eleonore Wilhelmine von Anhalt-Köthen                  | Emanuel Lebrecht, principe di Anhalt-Köthen     |  |  |       |  |  |                                              |  |  |                                    |  |
|                                                           |                                                     | Eleonore Wilhelmine von Anhalt-Köthen                  | Gisela Agnes von Rath                           |  |  |       |  |  |                                              |  |  |                                    |  |
|                                                           |                                                     | Eleonore Wilhelmine von Anhalt-Köthen                  |                                                 |  |  |       |  |  |                                              |  |  |                                    |  |